# Papilio blumei
Espèce
Statut de conservation UICN

 LC  : Préoccupation mineure
Papilio blumei ou Paon vert est une espèce de lépidoptères (papillons) qui appartient à la famille des Papilionidae, à la sous-famille des Papilioninae et au genre Papilio. Cette espèce est endémique de l'île de Sulawesi (Célèbes) en Indonésie. Elle est recherchée par les collectionneurs de papillons en raison de sa beauté.

## Description
L'imago a une envergure de 10 à 12 cm. À l'avers les ailes ont une couleur de fond noir. Les ailes antérieures ont une large raie transversale irisée, qui apparaît vert émeraude vue de face et bleue vue de côté. La base et la partie submarginale de l'aile sont saupoudrées d'écailles vertes. 
Les ailes postérieures ont une queue en forme de spatule, qui apparaît bleu turquoise vue de face et d'un bleu violacé vue de côté, avec un trait noir au milieu.  Les ailes postérieures portent également une bande de même couleur que celle des ailes antérieures,  une série de lunules submarginale, également de même couleur, et sont saupoudrées d'écailles vertes dans la partie basale. 
Au revers les ailes sont noires. Les ailes antérieures ont des écailles plus claires dans les espaces interveineux de la partie submarginale. Le reste de l'aile est saupoudrées d'écailles plus claires. 
Les ailes postérieures ont une série de macules submarginales orange pâle surmontées de lunules bleues irisées et sont saupoudrées d'écailles plus claires dans la partie basale. La queue est noire.
Chez la femelle les bandes des ailes antérieures et postérieures de l'avers peuvent être plus étroites que chez le mâle.
Chez les deux sexes le corps est noir, saupoudrées d'écailles vertes irisées sur le dessus.
Les couleurs irisées de Papilio blumei font l'objet de recherches scientifiques.

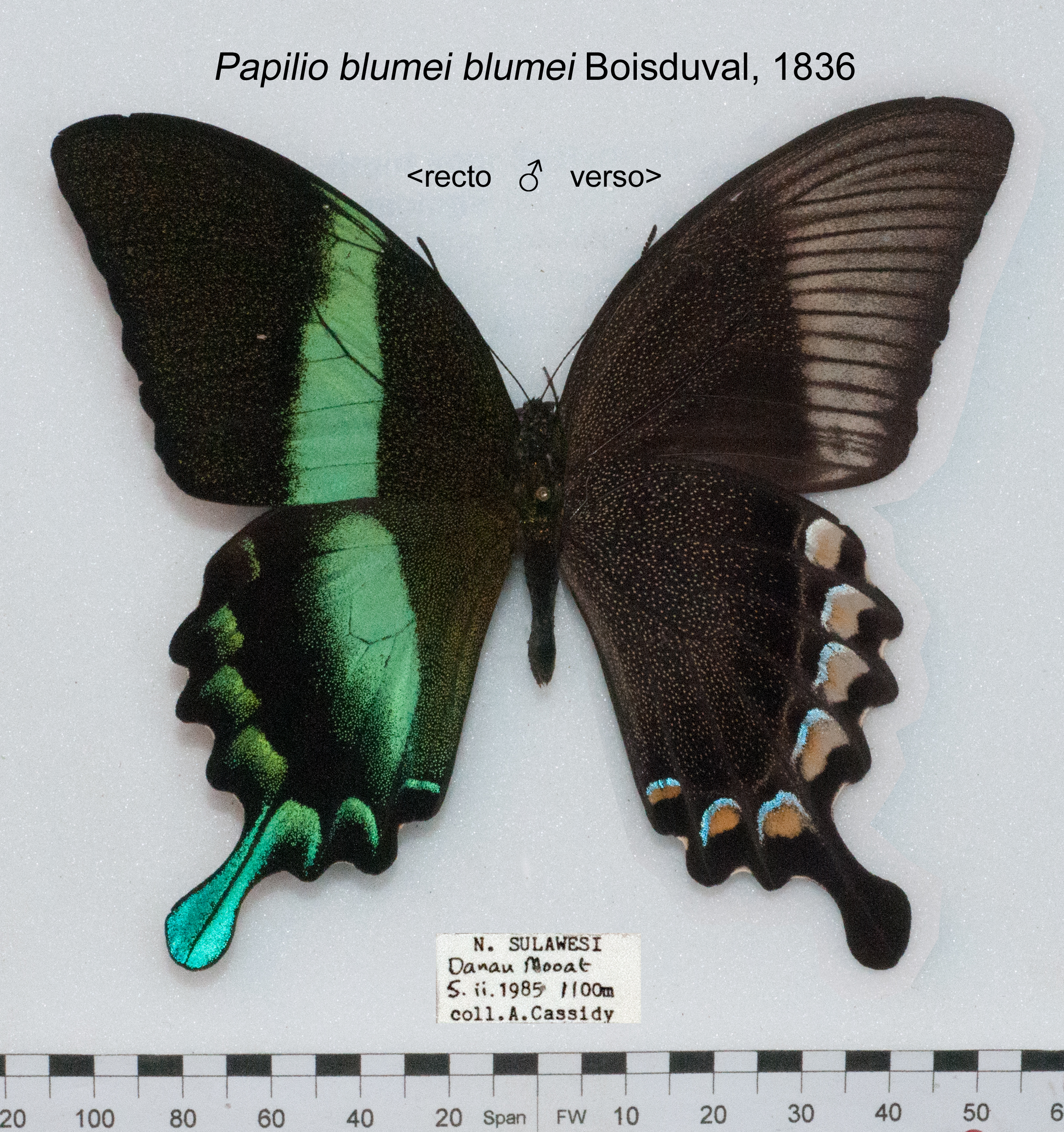
Papilio blumei mâle, avers et revers
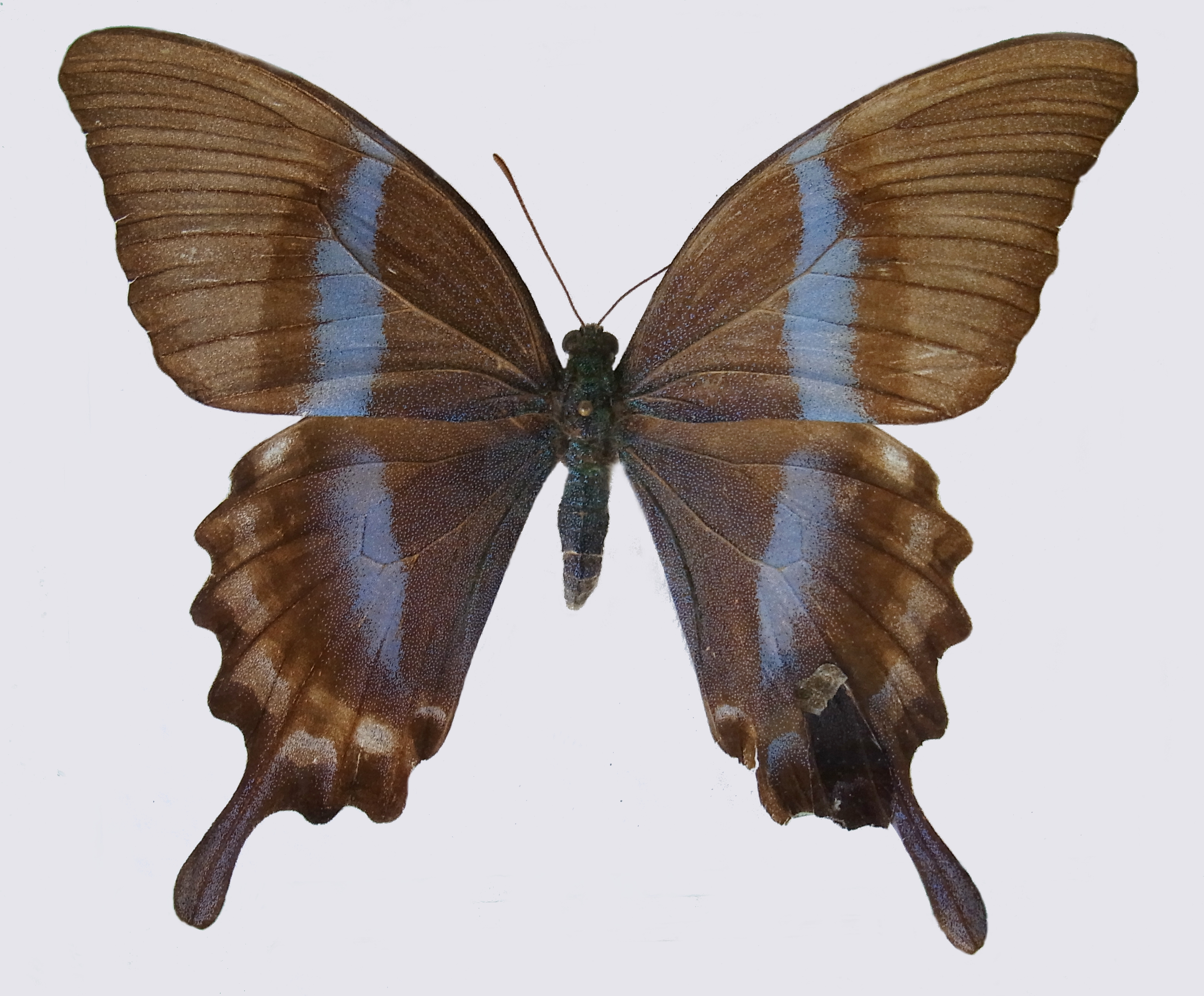
Papilio blumei femelle (avers)

## Écologie
La femelle pond ses oeufs sur la plante-hôte. Les plantes-hôte utilisées sont probablement des plantes des genres Euodia et Toddalia. 
Comme toutes les espèces de Papilionides les chenilles possèdent derrière la tête un osmeterium, organe fourchu qu'elles déploient pour faire fuir les prédateurs. Elles se nourrissent des feuilles de la plante-hôte. À la fin du stade larvaire elles se transforment en une chrysalide attachée à son support par son cremaster et par une ceinture de soie.
Les adultes se nourrissent du nectar des fleurs. Ils ont été observés en train de se nourrir principalement des fleurs de Sarcocephalus latifolius et de différentes espèces du genre Eugenia.

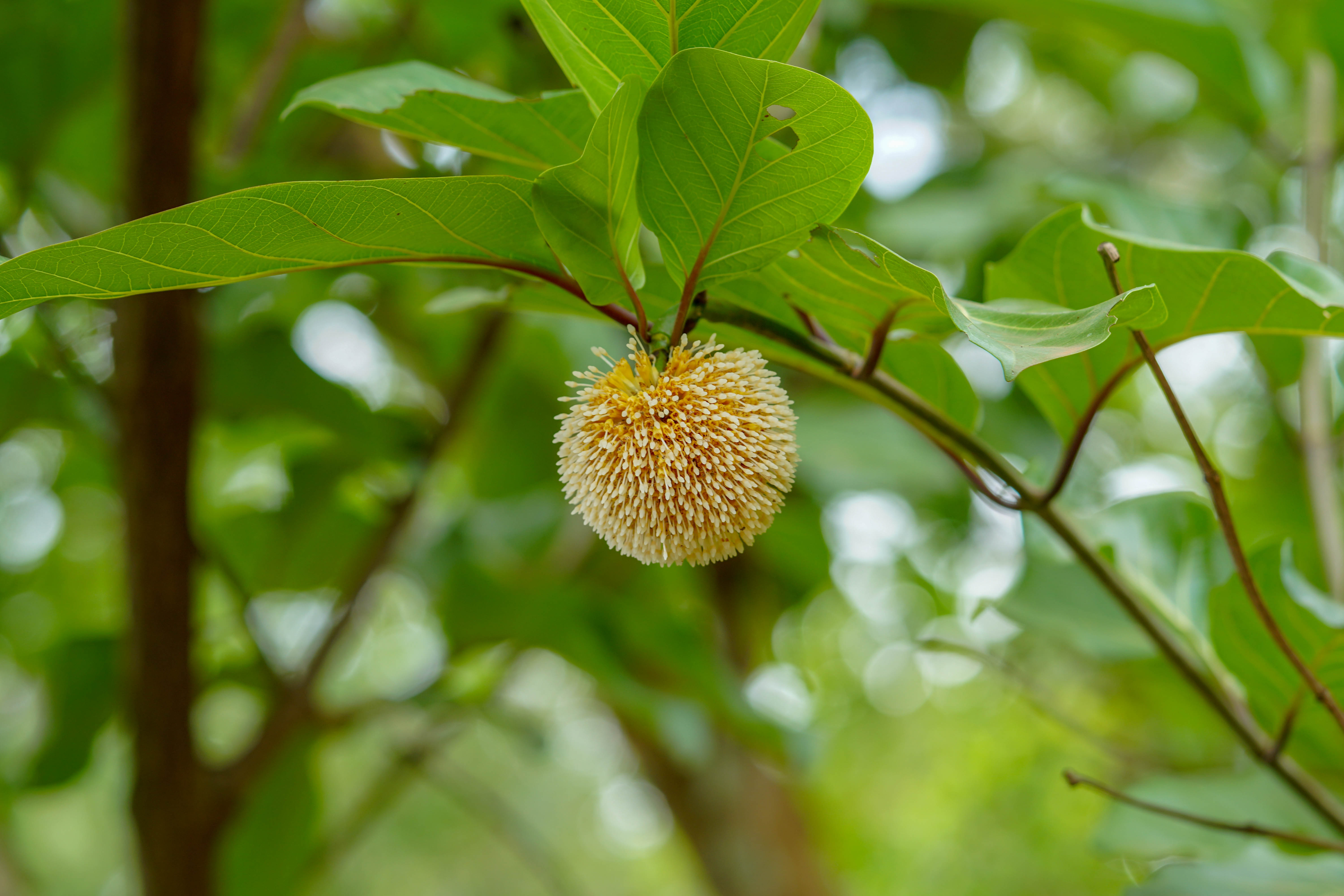
Fleur de Sarcocephalus latifolius
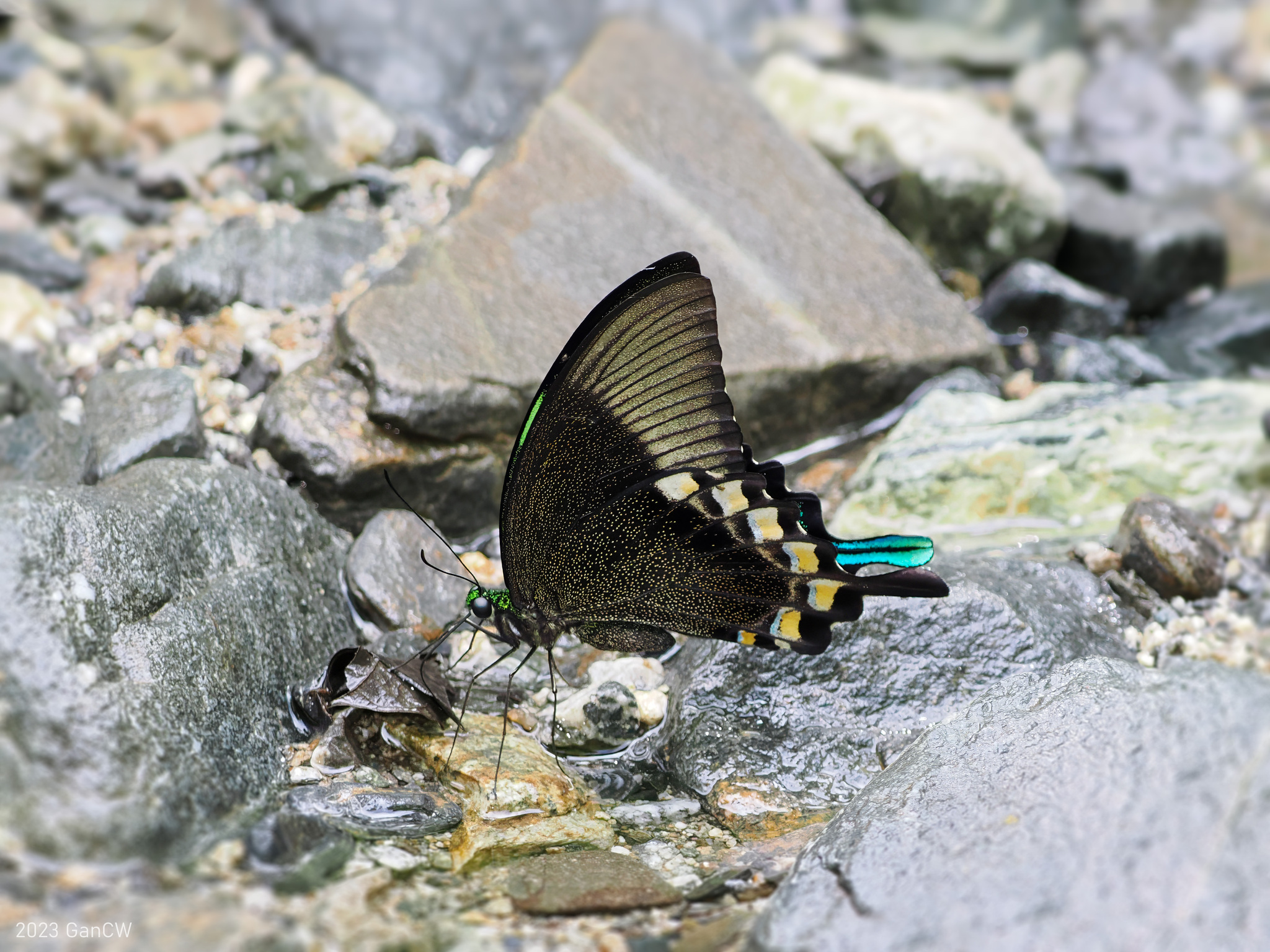
Papilio blumei en train de boire
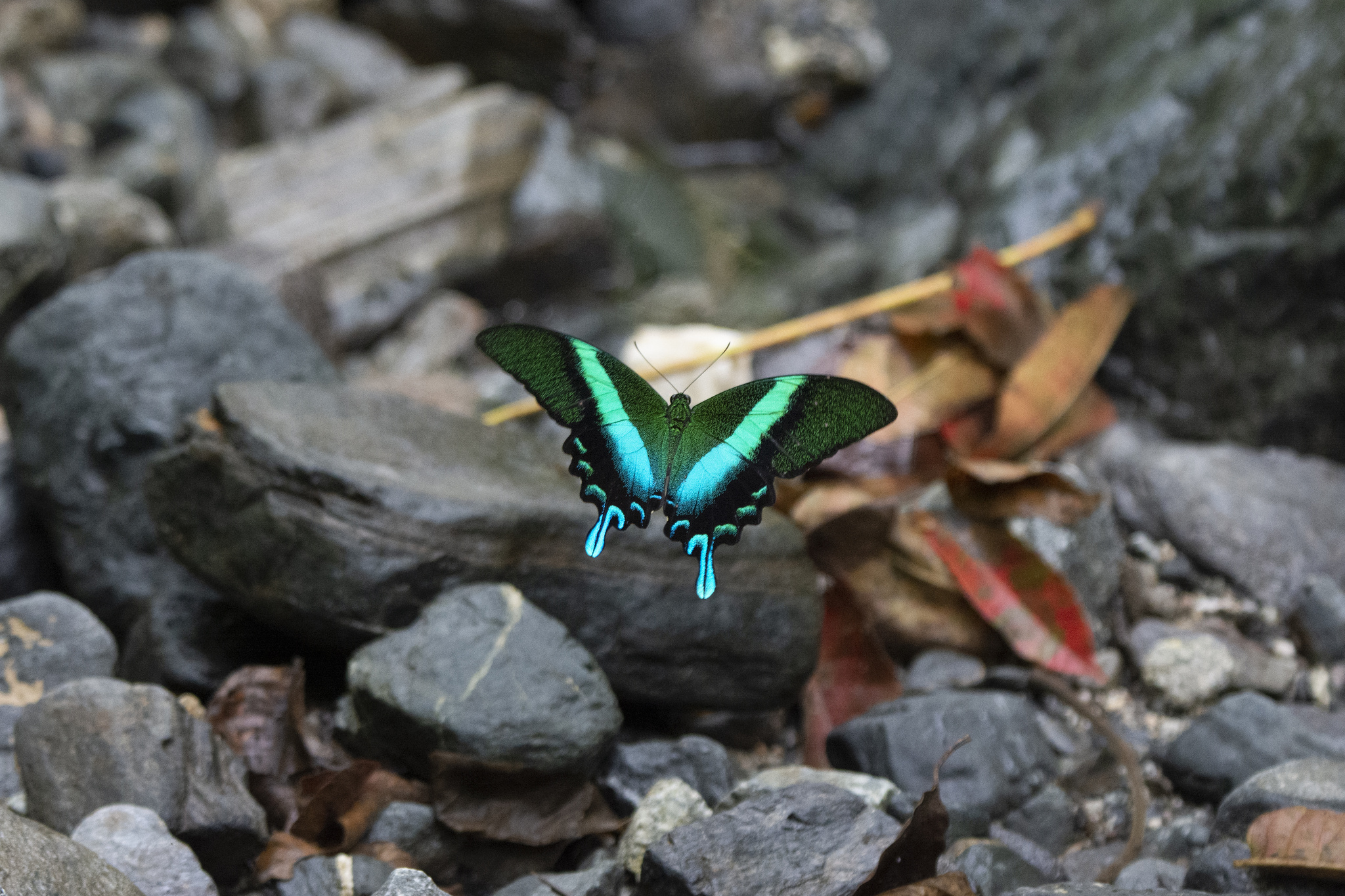
Papilio blumei en vol

## Habitat et Répartition
Papilio blumei est endémique de l'île de Sulawesi (Célèbes) située dans l'écozone australasienne. L'espèce vit dans les forêts de l'île.

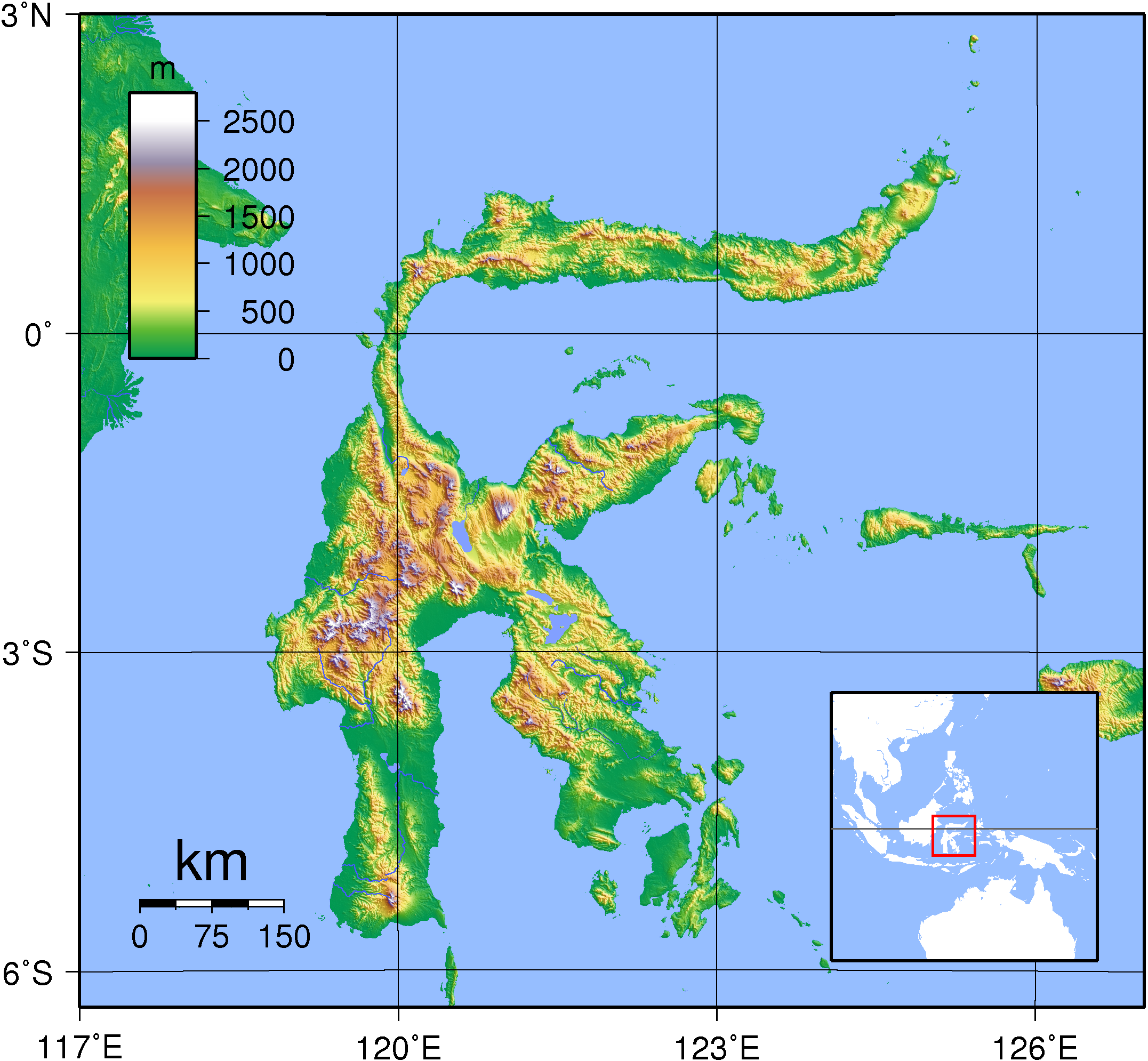
Carte et emplacement de l'île de Sulawesi

## Systématique
Papilio blumei a été décrit pour la première fois par Boisduval en 1836 dans son Histoire naturelle des insectes, à partir d'un spécimen mâle supposé, à tort, provenir d'Ambon. L'espèce est nommée en l'honneur de Carl Ludwig Blume.

### Sous-espèces[3]
- Papilio blumei blumei : nord, centre et est de Sulawesi
- Papilio blumei fruhstorferi Röber, 1897 : sud de Sulawesi

## Papilio blumeiet l'Homme

### Commerce
Papilio blumei est recherché par les collectionneurs et fait l'objet d'un commerce international, mais aussi de trafic,. Cette espèce est en effet réputée pour sa beauté et était déjà considérée comme la plus belle de son groupe par Boisduval.

### Menaces et conservation
Papilio blumei est évalué comme non menacé (LC) par l'UICN. L'espèce est considérée comme commune à travers son aire de répartition, qui mesure au moins 120 km2, mais qui est probablement bien plus vaste. Néanmoins elle pourrait être menacée par le commerce international dont elle fait l'objet. L'UICN juge que des recherches supplémentaires sont nécessaires pour évaluer l'impact de ce commerce et de la déforestation à Sulawesi sur l'espèce.

### Philatélie
Ce papillon figure sur plusieurs timbre, notamment sur une émission d'Indonésie de 1963 (valeur faciale : 1,75 + 0,50 r), sur une autre émission indonésienne de 1993 et sur un timbre moldave de 2013.

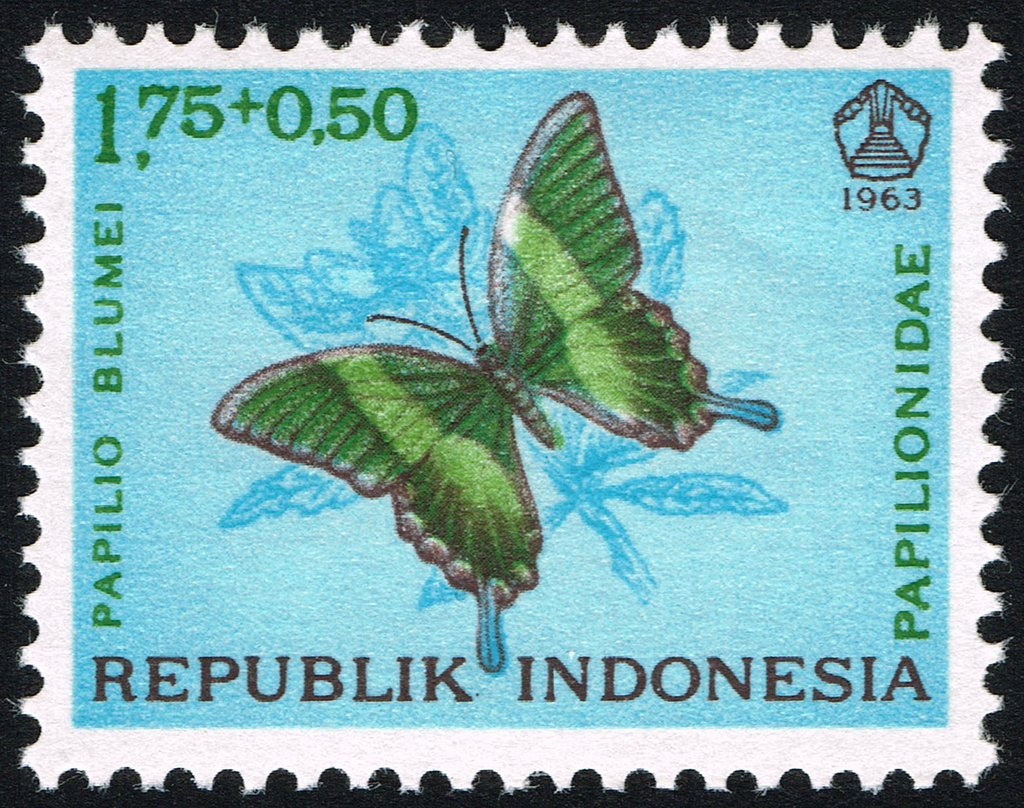
Timbre indonésien de 1963
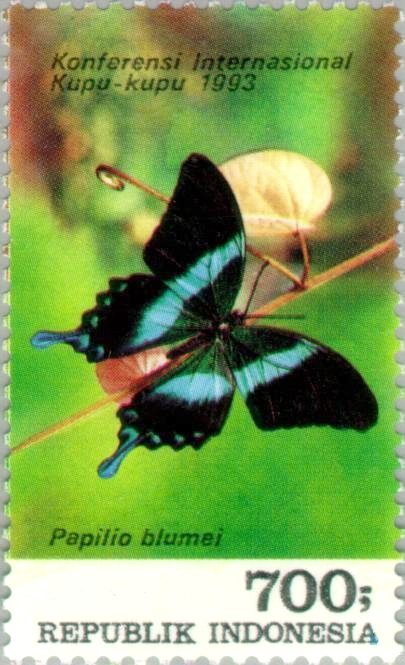
Timbre indonésien de 1993
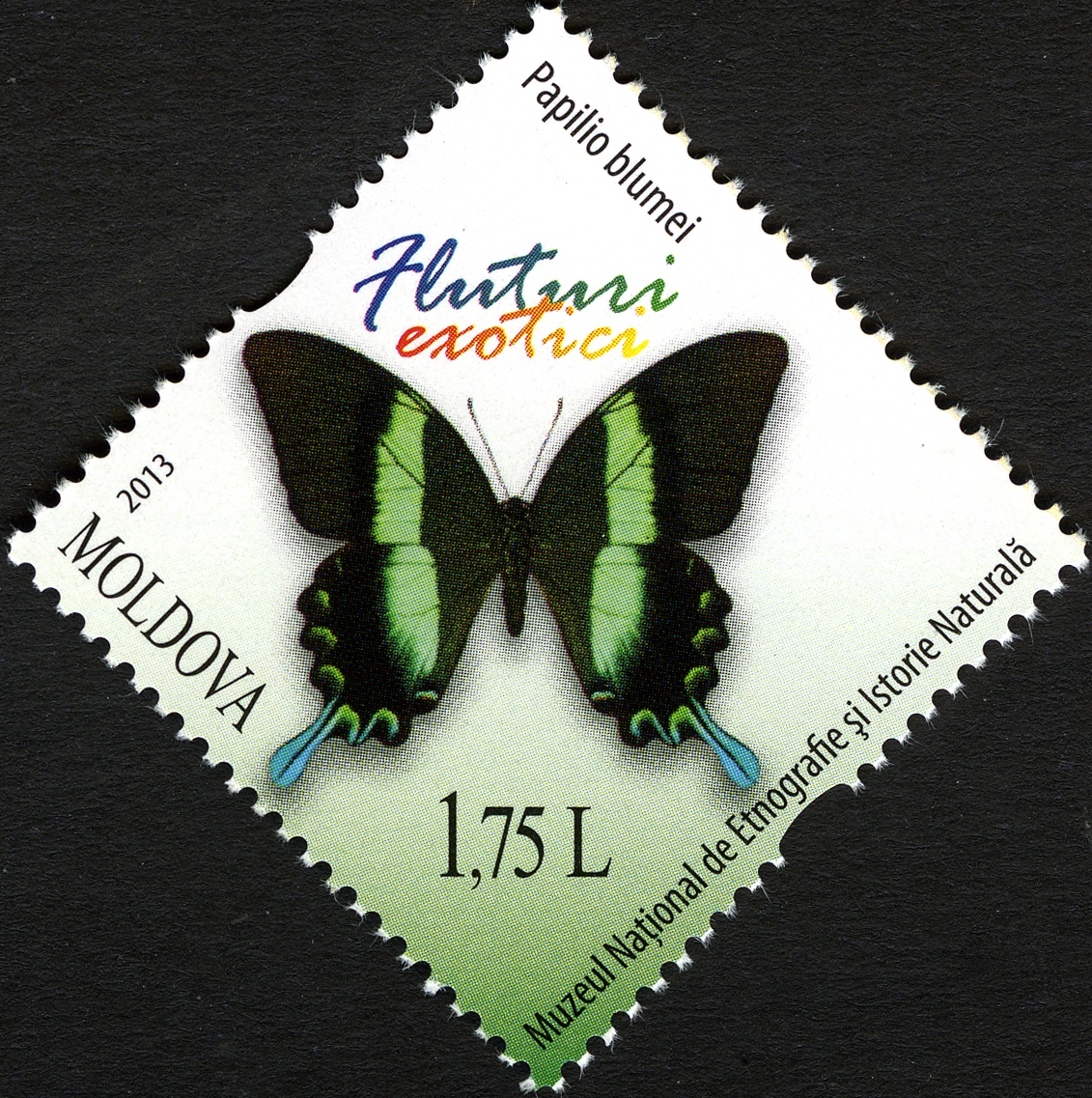
Timbre moldave de 2013